# Japan Radio Company
Japan Radio Company Ltd ou JRC (日本 无线 株式会社?)  é uma empresa japonesa especializada no campo da eletrônica sem fio para a indústria de comunicações. Fundada em 1915, a empresa produziu uma grande variedade de produtos, inclusive eletrônicos marinhos, equipamentos de medição para telecomunicações, equipamentos de rádio transmissão e equipamentos de rádio amador.